# Adam Miłobędzki
Adam Miłobędzki, właściwie Jerzy Adam Miłobędzki (ur. 17 lipca 1924 w Warszawie, zm. 6 grudnia 2003 tamże) – polski historyk architektury i sztuki, architekt, profesor nauk technicznych, profesor zwyczajny Uniwersytetu Warszawskiego, wykładowca innych uczelni, członek m.in. Polskiej Akademii Umiejętności, PAN, Stowarzyszenia Historyków Sztuki i Stowarzyszenia Architektów Polskich.

## Życiorys
Urodził się w rodzinie inteligenckiej; jego ojciec, Tadeusz Benon Miłobędzki, był profesorem Uniwersytetu Jagiellońskiego, Politechniki Warszawskiej, rektorem SGGW. Matka Adama, Zofia z Perkowskich była polonistką. Jego przodkiem był gen. Michał Pełczyński.

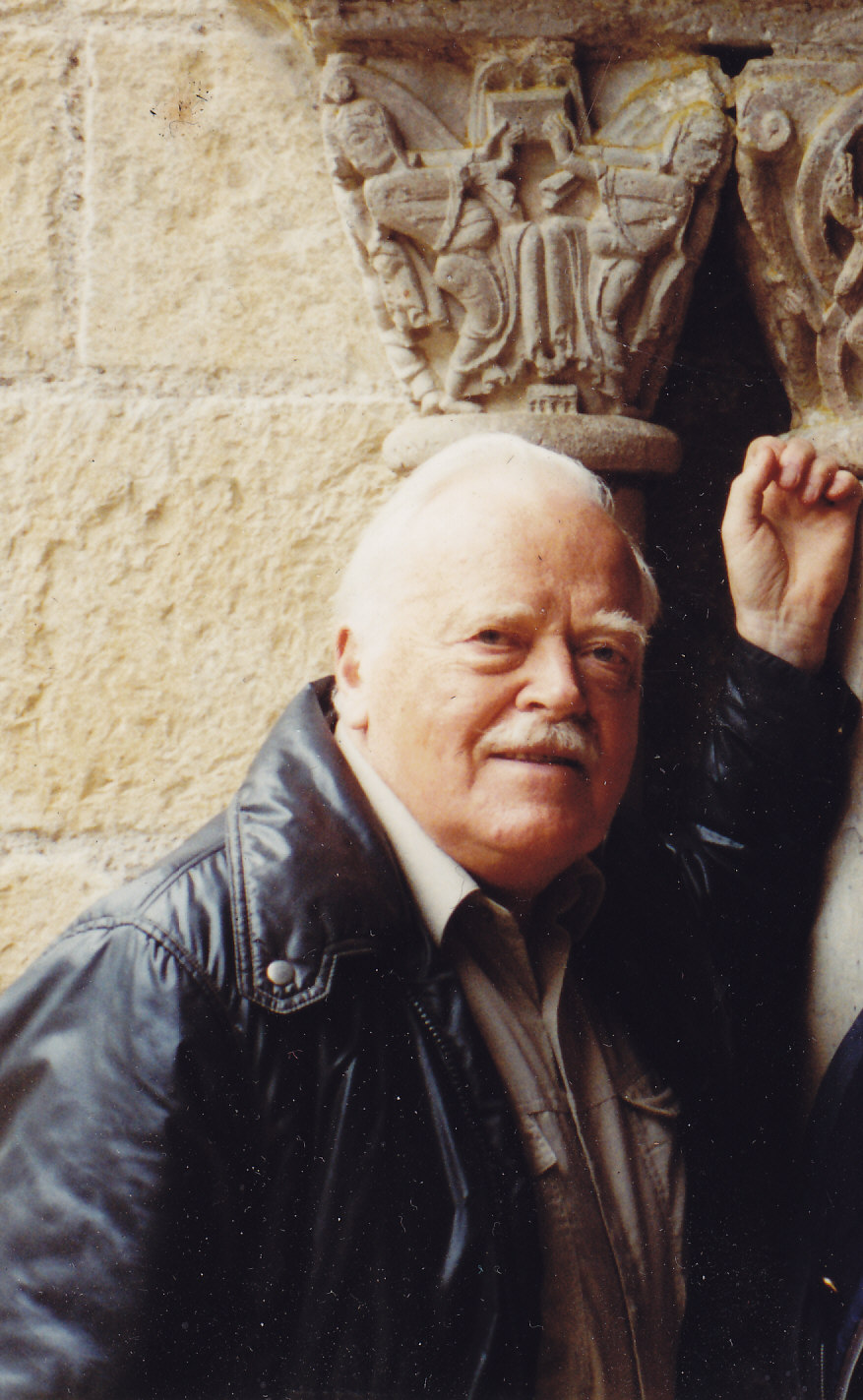
Adam Miłobędzki

Uczęszczał do I Państwowego Gimnazjum i Liceum im. Stefana Batorego w Warszawie, maturę zdał na tajnych kompletach w roku 1942. Studia architektoniczne rozpoczęte w czasie wojny na Politechnice Warszawskiej, kontynuował w na Wydziale Architektury Akademii Górniczo-Hutniczej w Krakowie w latach 1945-1947, a ukończył w 1949 na Wydziale Architektury Politechniki Warszawskiej. Jeszcze w czasie studiów był asystentem prof. Bohdana Guerquina w Krakowie, a potem prof. Romualda Gutta. Wówczas zdecydował się rozwijać swoje zainteresowania historyczne. Pracę doktorską pt. Dach polski łamany przygotował pod kierownictwem prof. Jana Zachwatowicza w 1952. Nominację na docenta otrzymał w 1955, profesurę tytularną uzyskał w 1974.
Początkowo związany był zawodowo z Zakładem Architektury Polskiej na Wydziale Architektury PW (od 1947), a następnie, od 1971 aż do przejścia na emeryturę, z Instytutem Historii Sztuki UW. Był również nauczycielem akademickim Wydziału Historycznego Akademii Humanistycznej im. Aleksandra Gieysztora w Pułtusku.
Wykładał także za granicą, w Stanach Zjednoczonych (University od Washington, 1980), Wielkiej Brytanii (Courtauld Institute, Victoria University w Manchester, 1984 oraz University of East Anglia, 1985 i Kent State University, 1985/1986) i Szwecji (Uniwersytet w Sztokholmie, 1969 r.).
Udzielał się w międzynarodowych organizacjach działających na rzecz ochrony zabytków. Adam Miłobędzki był członkiem honorowym wielu towarzystw naukowych w Polsce i za granicą: Stowarzyszenia Historyków Sztuki, Stowarzyszenia Architektów Polskich, Polskiego Komitetu Narodowego International Council on Monuments and Sites, Comité International de l'Histoire de l'Art, Society Antiquarians w Londynie oraz był członkiem Polskiej Akademii Umiejętności w Krakowie, Komitetu Nauk o Sztuce przy I Wydziale PAN, Komitetu Architektury i Urbanistyki przy IV Wydziale PAN i Towarzystwa Naukowego Warszawskiego.
Wypromował ponad 50 magistrów oraz 8 doktorów (m.in. Marta Leśniakowska, Zbigniew Bania, Maria Brykowska, Izabella Galicka).
Był dwukrotnie żonaty: z Joanną z Kąkolewskich oraz z Elżbietą z Gieysztorów. Miał dwie córki i syna: Macieja Miłobędzkiego, także architekta, partnera w biurze JEMS Architekci.

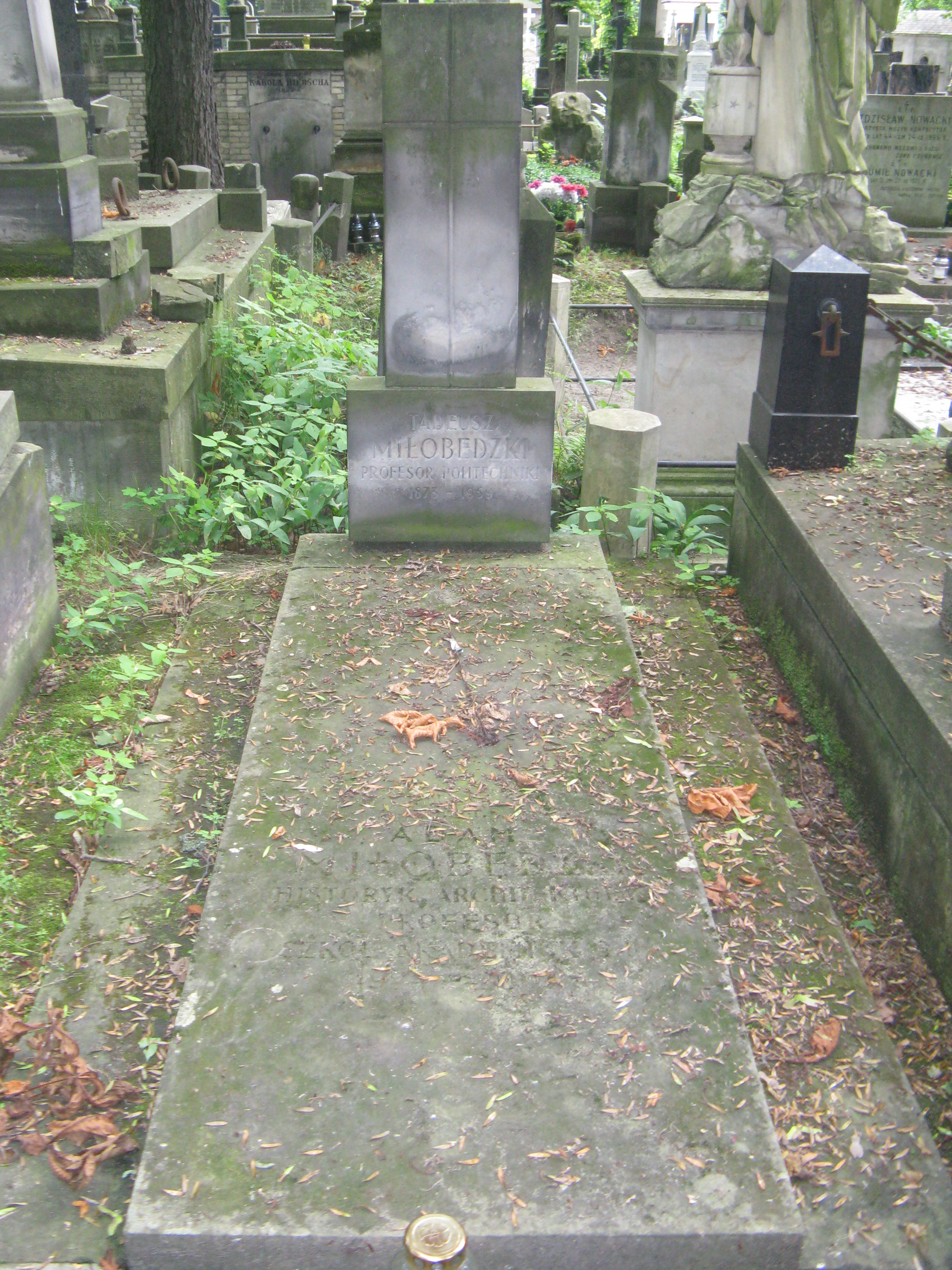
Grób Adama i Tadeusza Miłobędzkich na cmentarzu Powązkowskim

Zmarł 6 grudnia 2003 roku w warszawskim Szpitalu Bielańskim. Został pochowany na warszawskich Powązkach (kwatera 28-6-21).

## Publikacje (wybrane)
Pozostawił po sobie ok. 140 publikacji; m.in. książki:
- Zarys dziejów architektury w Polsce (pierwsze wydanie 1963)
- Atlas zabytków architektury w Polsce (1967) (razem z prof. Jerzym Łozińskim)
- Architektura polska XVII wieku, PWN 1980, ISBN 83-01-01363-X
- Architektura ziem Polski. Rozdział europejskiego dziedzictwa (1994, wersja polsko-angielska  i  polsko-niemiecka).
- Central-Eastern Europe: its Cultural Landscape and Architectural Coverage [w:] Heritage Landscape, Kraków 1993
- Wiedeńskie kościoły centralno-podłużne a późnobarokowa architektura ziem polskich, Rocznik Historii Sztuki nr 16, 1987, s. 283-294
- Rezydencja wiejska czy miejska? - Paradoksy kultury polskiego baroku, Barok: historia, literatura, sztuka, 1 /1 (1) (1994), s. 49-70
- Pałac w Czerniakowie: ze studiów nad architekturą w podwarszawskich dobrach marszałka Stanisława Herakliusza Lubomirskiego, Kwartalnik Architektury i Urbanistyki: teoria i historia, 11, 11 /4 (1966), s. 377-393
- Zamek w Mokrsku Górnym i niektóre problemy małopolskiej architektury XV i XVI wieku, Biuletyn Historii Sztuki, 21 /1 (1959), s. 30-5
- Medieval Architectural Tradition in the Cultural Landscape of 16th-18th Centuries. Central Europe, Polish Art Studies, 11, (1990), s. 39-4
- Polska szkoła konserwatorska, Arka 1994, nr 1 (49), s.131-412
- Ochrona zabytków w dzisiejszym świecie. [w:] Od świata  granic do świata horyzontów, pod red. J.Purchli, Kraków 2001, s. 323-327
- Kazimierz Dolny - "małe polskie miasteczko",  (s. 23-47)  [w:] Kazimierz odnowiony, Warszawa 2003